# Dębe Wielkie
Dębe Wielkie è un comune rurale polacco del distretto di Mińsk, nel voivodato della Masovia.
Ricopre una superficie di 77,88 km² e nel 2007 contava 8 545 abitanti.